# Arquidiocese do Mónaco
Arquidiocese do Mónaco (português europeu) ou de Mônaco (português brasileiro) (em latim: Archidioecesis Monoecensis) é uma circunscrição eclesiástica católica no Mónaco, sendo esta a mais importante e antiga circunscrição eclesiástica do país, a unica arquidiocese do principado. Foi erguido como a Diocese do Mónaco pelo Papa Leão XIII em 15 de março de 1887, e foi elevada à categoria de Arquidiocese pelo Papa João Paulo II em 30 de julho de 1981.
A igreja-mãe da arquidiocese e, portanto, sede de seu arcebispo é a Catedral de Nossa Senhora Imaculada (Mónaco), (Catedral de São Nicolau ou de Mônaco), (em francês:  Cathédrale de Notre-Dame Immaculée). O atual Arcebispo do Mónaco é Dominique-Marie David, tendo sido nomeado pelo Papa  Francisco em 21 de janeiro de 2020.
Há cinco igrejas paroquiais, incluindo: Igreja de Saint Charles, Igreja de Santa Devota, Igreja de Saint Martin, e Igreja de São Nicolau. As capelas são: Capela da Misericórdia, Capela do Sagrado Coração de Jesus, e da Capela de Nossa Senhora do Carmo.
No domingo 13 de novembro de 2011, a igreja da paróquia de Saint Martin comemorou seu centenário na presença do príncipe Alberto II e da princesa Charlene, com a princesa Carolina e a princesa Alexandra de Hanôver. Sua Excelência Reverendíssima o Arcebispo Barsi abençoou a cruz bizantina e do terceiro sino chamado "Alexandra".

## Prelados
|            | Nome                                      | Período    | Notas                               |
| Arcebispos | Arcebispos                                | Arcebispos | Arcebispos                          |
| ---------- | ----------------------------------------- | ---------- | ----------------------------------- |
| 4º         | Dominique-Marie David                     | 2020-atual |                                     |
| 3º         | Bernard César Augustin Barsi              | 2000-2020  |                                     |
| 2º         | Joseph-Marie Sardou, S.C.J.               | 1985-2000  |                                     |
| 1º         | Charles Amarin Brand                      | 1981-1984  | Nomeado Arcebispo de Estrasburgo    |
| Bispos     |                                           |            |                                     |
| 9º         | Edmond-Marie-Henri Abelé                  | 1972-1980  | Nomeado Bispo de Digne              |
| 8º         | Jean-Édouard-Lucien Rupp                  | 1962-1971  | Nomeado Nuncio Apostólico no Iraque |
| 7º         | Gilles-Henri-Alexis Barthe                | 1953-1962  | Nomeado Bispo de Fréjus-Toulon      |
| 6º         | Pierre-Maurice-Marie Rivière              | 1936-1953  |                                     |
| 5º         | Auguste-Maurice Clément                   | 1924-1936  |                                     |
| 4º         | Georges-Prudent-Marie Bruley des Varannes | 1920-1924  |                                     |
| 3º         | Gustave Vié                               | 1916-1918  |                                     |
| 2º         | Jean-Charles Arnal du Curel               | 1903-1915  |                                     |
| 1º         | Charles-Bonaventure-François Theuret      | 1878-1901  |                                     |

## Ligações Externas
- Página oficial
- Catholic-Hierarchy
- Giga-Catholic Information